# EDPYME
EDPYME son las siglas de Entidad de Desarrollo para la Pequeña y Microempresa que son entidades o empresas orientadas a satisfacer la demanda de servicios crediticios.
La Superintendencia de Banca y Seguros del Perú - (SBS) expresa en la Resolución Nº847-94 que las EDPYMEs tienen por objeto otorgar financiamiento a personas naturales y jurídicas que desarrollan actividades calificadas como de pequeña y microempresa, utilizando para ello su propio capital y los recursos que provengan de donaciones. Las Edpymes surgieron para promover la conversión de Organizaciones no Gubernamentales – (ONG) en entidades reguladas.